# Challenger de Brisbane II 2025
El torneo Queensland International II 2025, denominado por razones de patrocinio Brisbane QTC Tennis International #2 fue un torneo de tenis perteneció al ATP Challenger Tour 2025 en la categoría Challenger 75. Se trató de la 2ª edición; el torneo tuvo lugar en la ciudad de Brisbane (Australia), desde el 3 hasta el 9 de febrero de 2025 sobre pista dura al aire libre.

## Jugadores participantes del cuadro de individuales
| Preclasificado | País                 | Jugador            | Rank1 | Posición en el torneo |
| 1              | Bandera de Australia | Adam Walton        | 87    | CAMPEÓN               |
| 2              | Bandera de Australia | Tristan Schoolkate | 147   | Primera ronda         |
| 3              | Bandera de Australia | Alex Bolt          | 168   | Primera ronda         |
| 4              | Bandera de Australia | Li Tu              | 169   | Cuartos de final      |
| 5              | Bandera de Japón     | Yuta Shimizu       | 196   | Cuartos de final      |
| 6              | Bandera de Australia | Omar Jasika        | 208   | Semifinales           |
| 7              | Bandera de Australia | Bernard Tomic      | 220   | Primera ronda         |
| 8              | Bandera de Australia | James McCabe       | 225   | Cuartos de final      |

- 1 Se ha tomado en cuenta el ranking del 27 de enero de 2025.

### Otros participantes
Los siguientes jugadores recibieron una invitación (wild card), por lo tanto ingresan directamente al cuadro principal (WC):
- Jacob Bradshaw
- Jason Kubler
- Pavle Marinkov

Los siguientes jugadores ingresan al cuadro principal tras disputar el cuadro clasificatorio (Q):
- Jake Delaney
- Matt Hulme
- Kosuke Ogura
- Keisuke Saitoh
- Hikaru Shiraishi
- Arthur Weber

## Campeones

### Individual Masculino
- Adam Walton derrotó en la final a  Jason Kubler por 7–6(6), 7–6(4)

### Dobles Masculino
- Joshua Charlton /  Patrick Harper derrotaron en la final a  Matt Hulme /  James Watt por 4–6, 7–6(5), [12–10]